# 한국신지식농업인회
한국신지식농업인회는 한국 농업을 지식정보산업으로 발전시키고 신기술 개발과 부가가치 창출을 위한 신지식농업 보급을 통해 농가소득 증대에 기여할 목적으로 2002년 1월 9일 설립된 대한민국 농림축산식품부 소관의 사단법인이다. 사무실은 서울특별시 강남구 양재동 232, aT센터 1205호에 있다.

## 대표자
- 박공영 (우리꽃연구소)

## 주요 사업
- 농업인을 위한 새로운 아이디어와 기술 상호교류
- 신지식 농업개발 및 신지식농업인 육성 주도
- 농업인을 지원 육성하기 위한 이벤트, 박람회 사업 실시
- 농촌발전에 기여할 수 있는 연구 및 정책 건의
- 신지식농업인 발굴 및 지식․정보 전파사업
- 각종 간행물 발간, 도서출판사업 및 대내외 홍보사업
- 신지식농업인 연수 및 교육사업
- 목적 사업수행을 위한 수익사업 및 기타 필요한 부대사업

## 회원 자격
- 농림축산식품부장관이 인정한 '신지식농업인장'을 수상한 본인에 한함

## 같이 보기
- 신지식인
- 신지식농업인